# Franz Mederle
Franz Mederle (* 9. September 1893 in Rottweil; † 30. Juli 1955 daselbst) war ein deutscher Rechtsanwalt und Kommunalpolitiker.

## Leben
Der Sohn des Rottweiler Kameralamtsvorstandes studierte in Tübingen Rechtswissenschaften. Wie sein Vater wurde er Mitglied der Studentenverbindung Landsmannschaft Schottland. Das Studium schloss er mit der Promotion zum Dr. iur. ab. 1924 ließ sich Mederle in Rottweil als Rechtsanwalt nieder. Er stand dem Zentrum nahe und war Gegner des Nationalsozialismus. Als „ausgewiesener Antinazi“ wurde er im Mai 1945 zum Bürgermeister von Rottweil bestellt. Dieses Amt übte er bis April 1946 aus und zugleich reorganisierte er als Oberstaatsanwalt das Landgericht Rottweil. Hernach nahm er wieder die Tätigkeit als Rechtsanwalt auf, wobei er in engem Kontakt mit seinem Nachbarn Lorenz Bock stand. 1949 erhob er auf der Grundlage des Rückerstattungsgesetzes Restitutionsklage für William Wälder, der sein Haus im Zuge der Boykottmaßnahmen gegen jüdische Mitbürger 1935 verkauft hatte. Mitte der 1930er Jahre bis zu seinem Tod war er Aufsichtsratsvorsitzender der Firma Oscar Müller & Cie. in Schwenningen.